# Munjul (Cilaku)
Munjul is een bestuurslaag in het regentschap Cianjur van de provincie West-Java, Indonesië. Munjul telt 6534 inwoners (volkstelling 2010).